# Ödenburger Straße
Die Ödenburger Straße B16 ist eine Hauptstraße B in Wien, Landesstraße B in Niederösterreich und dem Burgenland und ehemalige Bundesstraße. Sie führt auf einer Länge von 51 Kilometern von Wien-Favoriten an die Staatsgrenze zu Ungarn bei Klingenbach. Dort wird sie als ungarische Hauptstraße  bis Sopron weitergeführt.

## Geschichte
Die Ödenburger Straße verbindet die österreichische Hauptstadt Wien mit dem bis 1921 zu Ungarn gehörenden Burgenland und mit der ungarischen Komitatshauptstadt Ödenburg.

### Ursprünge
Die heutige Ödenburger Straße umfasst drei Teilstrecken mit unterschiedlicher Entstehungsgeschichte:
- die österreichische Reichsstraße Wien – Wimpassing
- die Fürst Esterházysche Mauthstraße Wimpassing – Klingenbach
- die ungarische Landesstraße Klingenbach – Ödenburg

Diese drei Teilstrecken wurden erst 1923 zu einer durchgehenden Bundesstraße vereinigt.
Fürst Esterházysche Mauthstraße
Die in Niederösterreich Ödenburger Straße und in Ungarn Wiener Straße genannte Straße führte durch die Grafschaft Hornstein, die der Familie Esterházy gehörte. In Müllendorf und Wimpassing betrieb die Familie Esterházy zwei Mautstationen, die für jeweils drei Jahre verpachtet wurden.
Ödenburger Reichsstraße
Der ursprüngliche nördliche Verlauf der Reichsstraße war Wien Favoritenplatz (jetzt Südtiroler Platz) - Laxenburger Straße - Inzersdorf - Vösendorf (Ost) - Biedermannsdorf - Laxenburg (Wienerstraße) - Achau - Münchendorf und weiter Richtung Süden. 1834 bestanden Mautstationen in Wampersdorf, Ebreichsdorf, Münchendorf, Achau und Biedermannsdorf, die der Staatskasse rund 15.500 Gulden einbrachten.

### Frühere Strecken und Bezeichnungen
Die Ödenburger Straße vom Favoritenplatz in Wien bis zur Landesgrenze bei Wimpassing gehört zu den ehemaligen Reichsstraßen, die 1921 als Bundesstraßen übernommen wurden. 1923 wurde diese Bundesstraße bis zur neuen ungarischen Staatsgrenze bei Ödenburg verlängert, nachdem die staatliche Zugehörigkeit des Burgenlandes endgültig geklärt war. Bis 1938 wurde die Ödenburger Straße als B 9 bezeichnet, nach dem Anschluss Österreichs wurde die Ödenburger Straße bis 1945 als Teil der Reichsstraße 96 geführt.
Ursprünglich begann die B 16 an der Wiener Stadtgrenze, seit dem 1. September 1971 beginnt die B 16 jedoch in Wien-Favoriten an der Südosttangente (A23).

## Verlauf
Die B16 beginnt in Wien am Verteilerkreis Favoriten und führt über die Favoritenstraße und Himberger Straße zur Anschlussstelle Rothneusiedl an der Wiener Außenring Schnellstraße (S1). Der weitere Verlauf durch das Ortsgebiet von Leopoldsdorf bei Wien wurde 2006 mit Eröffnung der S1 als Landesstraße B16 aufgelassen und zur Gemeindestraße abgestuft. In weiterer Folge wurde 2008 für alle Kraftfahrzeuge ein Durchfahrverbot verhängt, sodass man nun über die vignettenpflichtige S1 und die Umfahrung Leopoldsdorf ausweichen muss. Die B16 beginnt wieder an der S1-Anschlussstelle Leopoldsdorf. Ab Münchendorf verläuft die B16 parallel zur Südost Autobahn (A3) bis Wulkaprodersdorf. Dort endet die A3 und mündet in die B16, welche nun die Hauptverkehrslast in Richtung Ungarn zu tragen hat. Die B16 führt weiter zum Grenzübergang Klingenbach/Sopron und mündet in die ungarische Straße 84, welche nach Ödenburg führt.
Die A3 soll bis zur Staatsgrenze verlängert werden und die B16 als Hauptverkehrsträger ablösen.